# マイケル・リン (美術家)
マイケル・リン（Michael Lin、1964年 - )は台湾の現代美術家。本名は林 明弘（リン・ミンホン）。日本の東京出身で、台湾の名家霧峰林家の9代目。台北、上海、パリ、ブリュッセルなどを拠点に世界各地で主にインスタレーション作品などの創作活動を行っている。

## 経歴
台湾で清朝時代からの富豪だった霧峰林家の家系で、台湾文化協会を設立し、日本で貴族院議員も務めた林献堂のひ孫にあたる。祖母は日本人。父は実業家の林博正。1964年に東京で出生するも、8歳時に日本を離れ台湾で林家と同居するようになる。
1973年の9歳時に家族とともに米国に移住。1980年に台湾に戻りアメリカンスクールに通学するも、高校3年時に再渡米する。
幼少時の米国移住は1971年のアルバニア決議による両親の危機感が要因としている。同じ霧峰林家のリチャード・リン（林寿宇、1933 - 2011）も油絵や彫刻分野で活躍した芸術家。
カリフォルニア芸術大学で設計を専攻し1987年に卒業後は一旦就業するも、設計が向いていないと自覚、再度オーティス・カレッジ・オブ・アート・アンド・デザインに進学し、1990年に美術学士課程を修了する。
その後1993年にアートセンター・カレッジ・オブ・デザインでも美術学修士課程を修了し、台湾に戻った。
台北市のスタジオ「伊通公園（IT Park）」での創作活動で頭角を現し、その後日本や北米、ヨーロッパ各国、中国など世界各地で活躍するようになった。
2014年には1年間国立台南芸術大学造形芸術研究所客員教授を務めている。

## 作品

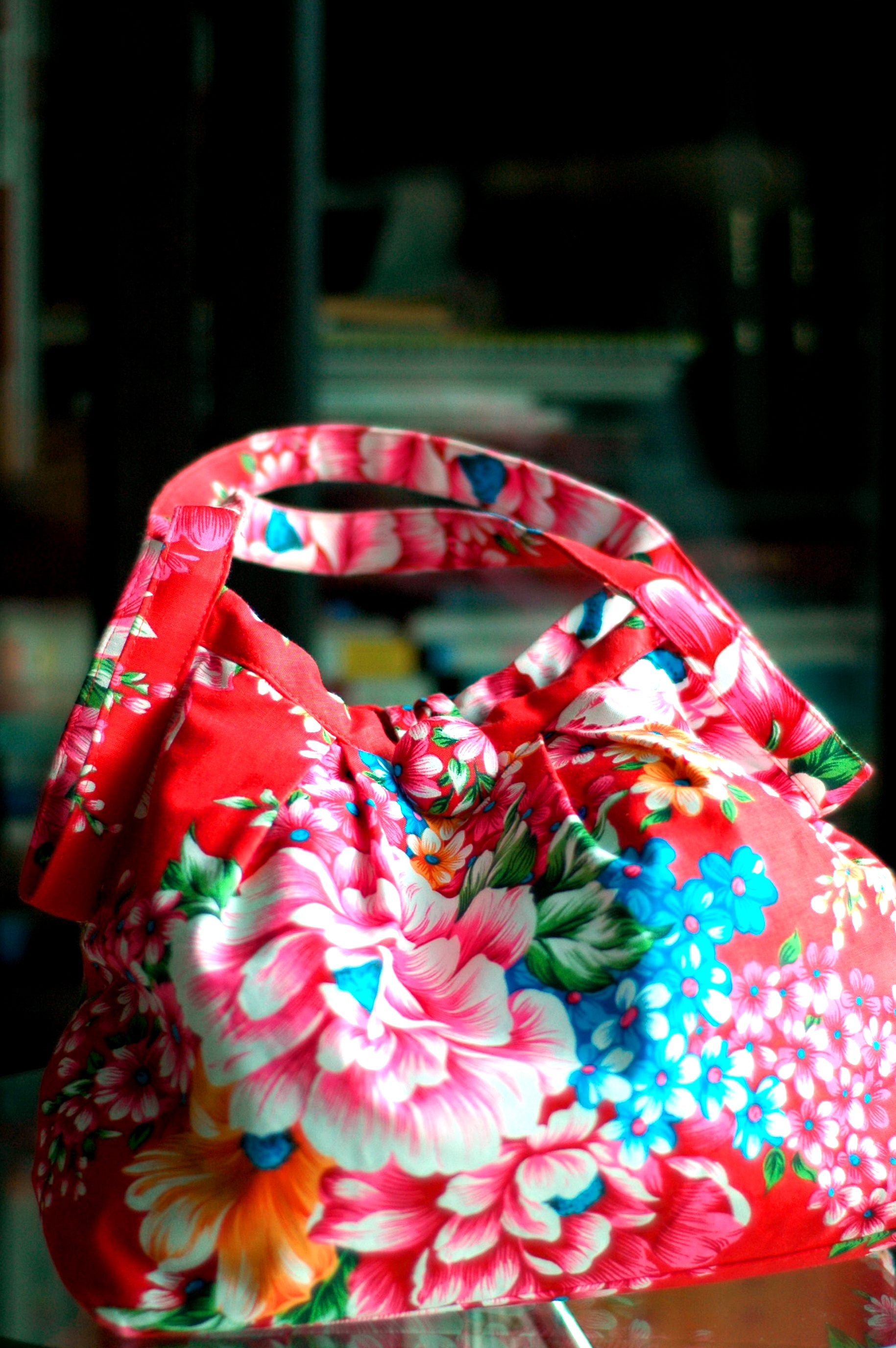
台湾で復興しつつある台湾客布と似た系統の客家花布（この作品はリンとは無関係）

### 作風
中華圏伝統の花柄模様を使った大胆な絵が最大の特徴。
日本統治時代に勃興し、戦後に最盛期を迎えた繊維産業は主にカーテンや寝具のシーツなどが主な用途だった。中国文化古来の伝統である吉祥文様や牡丹、龍鳳呈祥を大胆に描く『阿嬤的花布（お婆ちゃんの花布）』とも呼ばれるデザインが多用されている。その後洗練されたデザインの外国製品の流行などで一時は衰退したが、1990年代に巻き起こった台湾本土化運動の影響で美術作品の素材として重用されるようになった。そしてこれらの柄と素材を作品に生かす工業デザイナーや芸術家が相次いだ。リンは米国から帰国すると、台湾での幼少期における自身の記憶を昇華させるとともに、これらのムーブメントを自分の作品に融合した。その後、台湾花布の花柄を大型化し壁画アートのような大規模なものにもあしらう作品を多数生みだしている。

### エキシビジョン出展

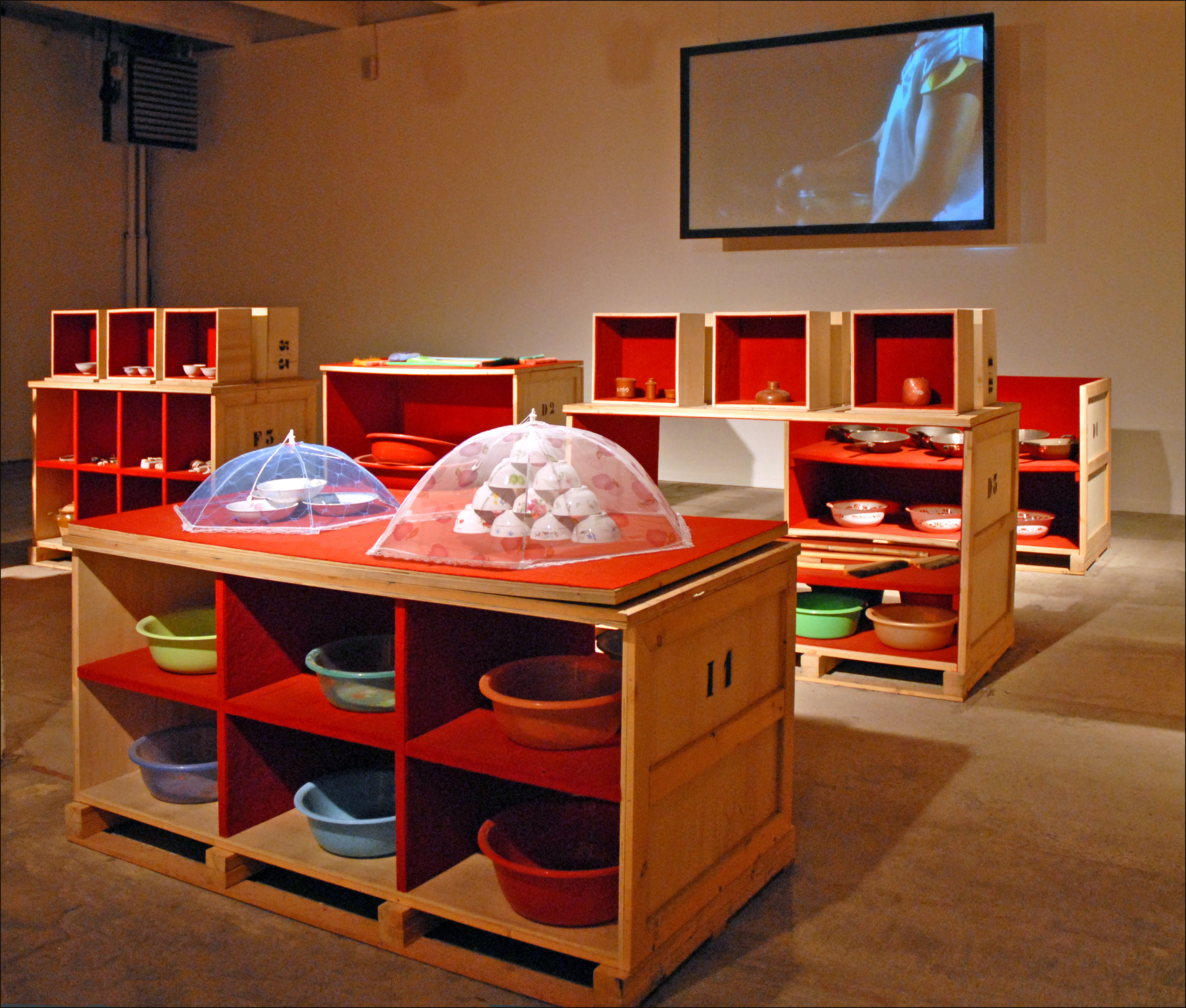
リヨン・ビエンナーレ出展の作品『What a Difference a Day Made』

- 1999年 -  第1回福岡アジア美術トリエンナーレ[7]
- 2001年 -  第49回ヴェネツィア・ビエンナーレ[8]
- 2006年 -  中正紀念堂xルイ・ヴィトン[9]
- 2009年 -  第10回リヨンビエンナーレ[10][11]
- 2011年 -  第3回シンガポール・ビエンナーレ（英語版）[12]
- 2013年 -  第5回オークランドトリエンナーレ[13]

### 個展
- 2005年 -  ウィーン・クンストハレ・ヴィーン[14]
- 2010年 -  プラート・ルイジ・ペッチ現代美術センター（英語版）[15]
- 2012年 -  上海・上海外灘美術館[16]
- 2013年 -  北京・当代唐人芸術中心[17]
- 2014年 -  上海・震旦博物館（中国語版）（アウロラ・ミュージアム）「AFTER CHANDIGARH（チャンディガールへ続く）」xアルカンターラ[18][19][20]

### 常設アート
| ビクトリア国立美術館 |  | 十和田市現代美術館 |
| ビクトリア国立美術館 |  | 十和田市現代美術館 |

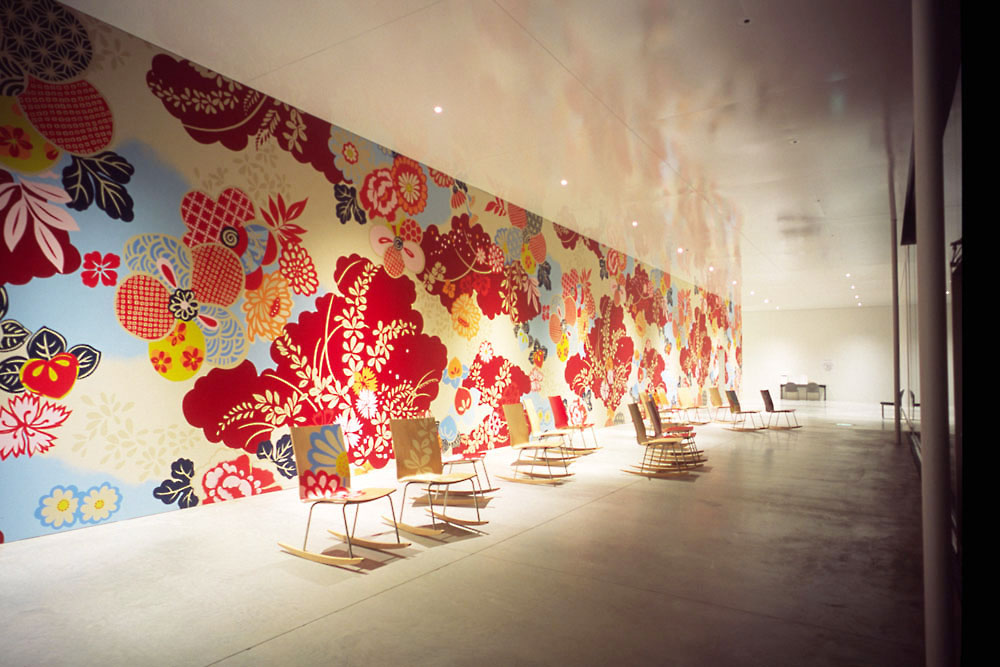
金沢21世紀美術館「市民ギャラリー」壁画

- パリ・パレ・ド・トーキョーカフェテリア[21]
- 金沢市・金沢21世紀美術館「市民ギャラリー」xSANAA（妹島和世、西沢立衛）
- ニューヨーク近代美術館（モマPS1（英語版））[22]
- アトランタ・ハイ美術館[23]
- ベヘール・デ・ラ・フロンテーラ・モンテンメディオ現代芸術財団（スペイン語版）（野外博物館）[24]
- 十和田市・十和田市現代美術館[25][26]
- メルボルン・ビクトリア国立美術館[27]
- スタヴァンゲル・Kunstskolen i Rogaland（美術学校）[28]
- ヘント（ブラインド・ウォール・プロジェクト[29]）

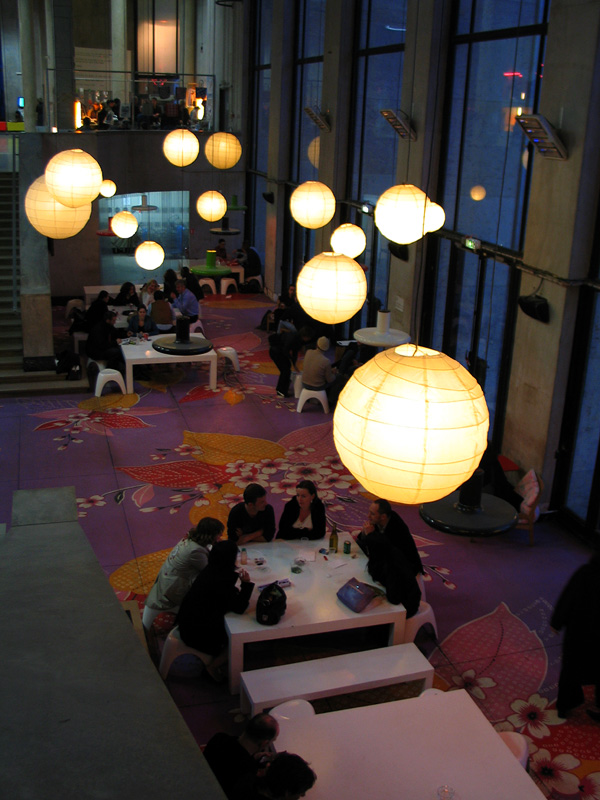
パレ・ド・トーキョーの内装
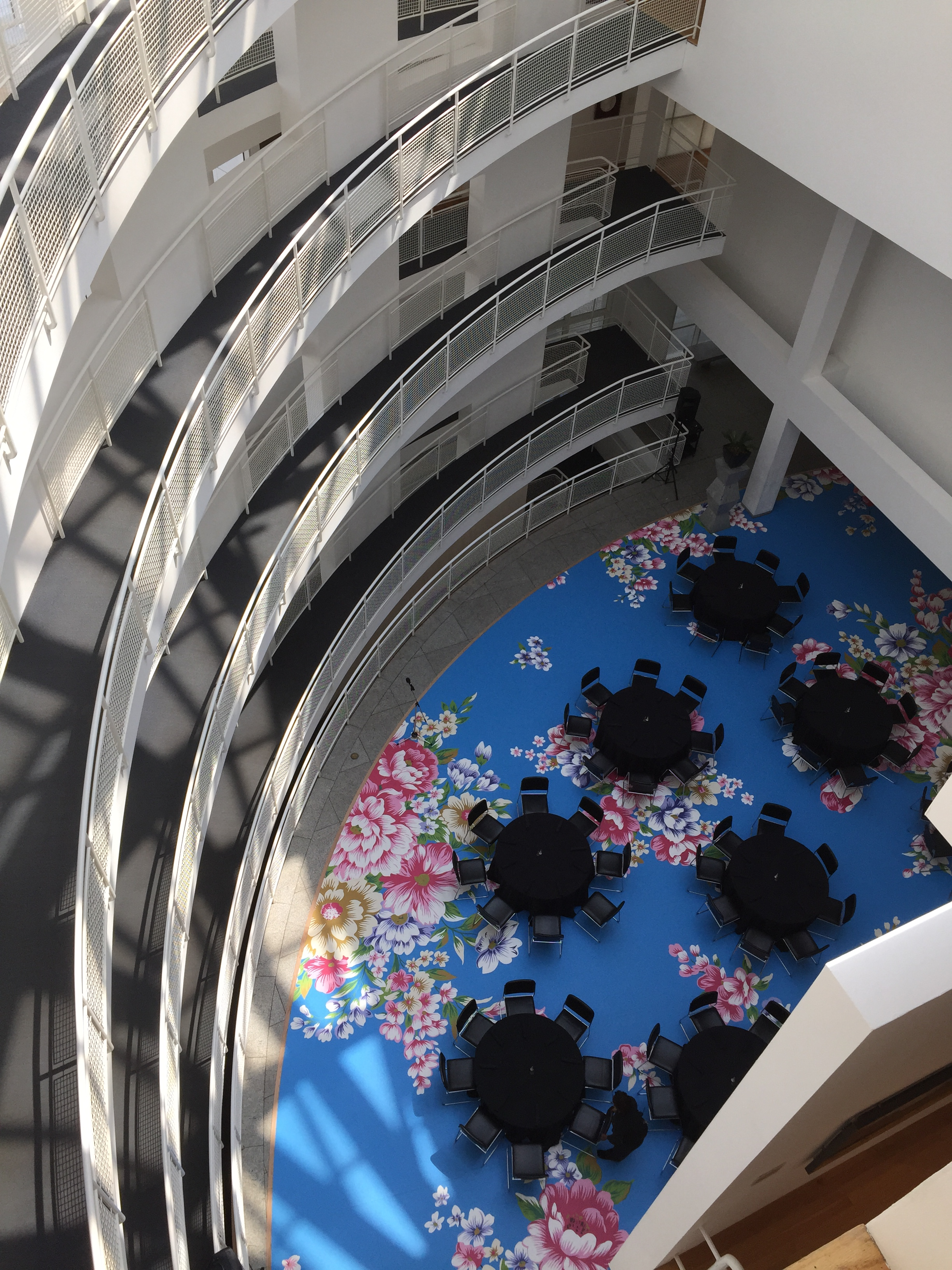
ハイ美術館
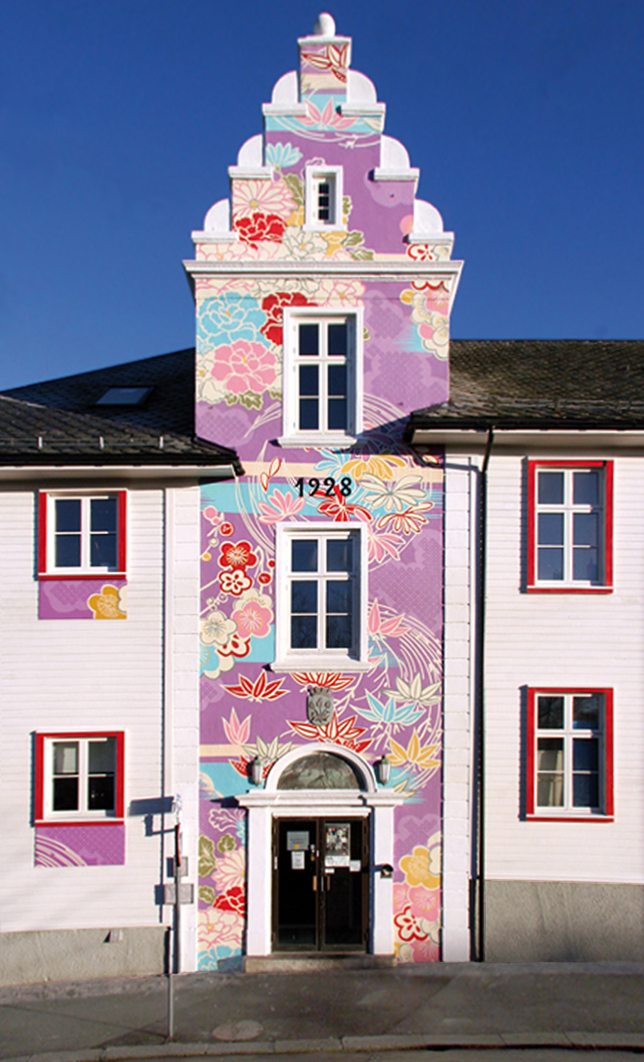
ローガランの学校

### 美術館以外の公共空間

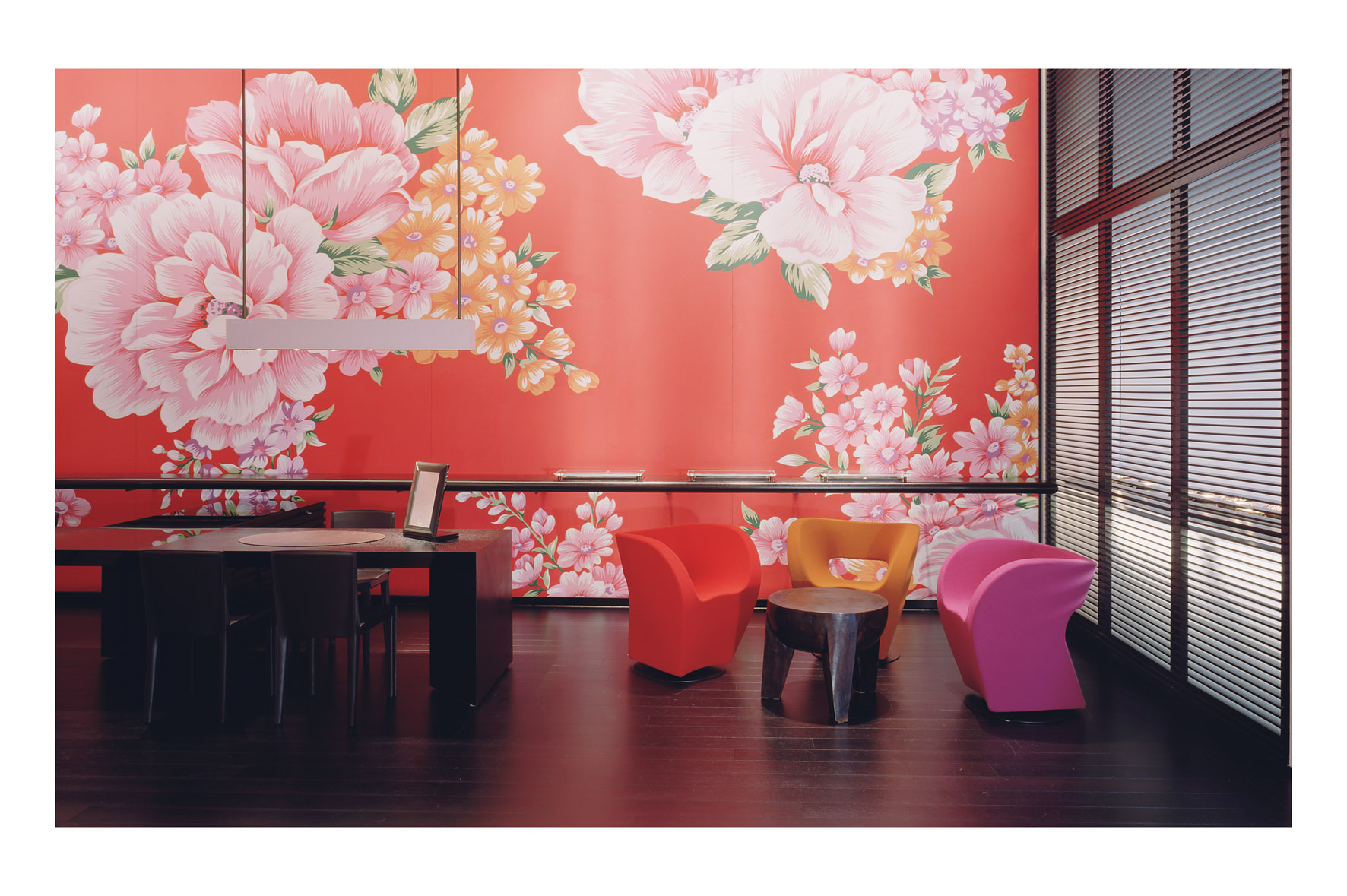
ポメラートのブティック店内（ミラノ）

- ボーソレイユ - Ecole Des Cigales[30]
- 福岡市 - 九州大学伊都キャンパス・ウェスト2号館エントランスホール[31]
- 別府市
  - 混浴温泉世界→別府国際観光港の壁画（現在は撤去[32]）
  - 『SELECT BEPPU』長屋襖[33][34]
- 香港 - ドイツ銀行[35]
- アルメレ - KAF（クンストリーニ・アルメーレ・フレホランド（オランダ語版））[36]
- 台中市
  - 台中国家歌劇院[37]
  - 高鉄台中駅[38]
- 台北市
  - ルイ・ヴィトン台北旗艦店[39]
  - 誠品行旅[40]
- ミラノ・ジュエリーブランド『ポメラート（イタリア語版）』のサン・ピエトロ・アッロルト通りにあるブティック本店[41][42]
- ローマ・サンタ・マリア・デッラ・パーチェ教会（英語版）（キオストロ・デル・ブラマンテ（英語版））[43]

### その他
- Illyのコーヒーカップ[44]
- ベルナルド (陶器)（フランス語版）[45][46]
- 台湾高速鉄道の乗車券や乗務員の制服、車内装飾のデザイン（2018年。一族が住む霧峰林家宅園にヒントを得たとしている）[47]

## 著書
- 島嶼生活（2007年） - 発行：誠品股份有限公司、ISBN 9789868220157
- Michael Lin（2010年、共著） - 発行：Hatje Cantz Pub ISBN 9783775724296

### 註釈
1. ↑  客家人の「客家花布」も製法などは似ているが、好んで使う色合いは異なる。こちらは国民政府の台湾移転に伴って広東省などから流入したとされている。